# Curtis W. Casewit
Curtis W. Casewit (Mannheim, 21 maart 1922 - Denver, 2 maart 2002) was een Duits-Amerikaans schrijver van sciencefictionboeken en -verhalen en non-fictieboeken, vooral over skiën en bergbeklimmen.

## Biografie
Casewit werd geboren in Mannheim, Duitsland in 1922 en was meertalig. Hij deed militaire dienst bij het Franse leger tijdens de Tweede Wereldoorlog en ging daarna aan de slag als tolk bij het Brits leger. In 1948 verhuisde hij naar de Verenigde Staten (Colorado) waar hij begon met het schrijven van sciencefictionverhalen. In maart 1952 werd in Weird Tales zijn eerste verhaal The Mask gepubliceerd. Zijn eerste (en enige) sf-roman The Peacemakers werd uitgegeven in 1960. Vanaf de jaren 1960 schreef hij bijna uitsluitend non-fictieboeken over allerhande onderwerpen, zoals Colorado, skiën, bergbeklimmen, wandelen en grafologie. Hij overleed kort voor zijn tachtigste verjaardag in Denver, Colorado.

### Romans
- The Peacemakers (1960) nl: De vredestichters
- Adventure In Deepmore Cave (1965) (jeugdboek)

### Korte verhalen
- The Mask (1952)
- Table Number 16 (1952)
- Fermentation (1952)
- Transfusion (1953)
- The French Way (1953)
- Prediction (1954)
- The Advantages Are Tremendous (1955)
- Bright Flowers of Mars (1957) (als Curtis W. Casewitt)
- The Martian Wine (1958)

### Non-fictie
- Ski Racing: Advice by the Experts (1963)
- The Adventures of Snowshoe Thompson  (1970), biografie van Snowshoe Thompson
- Overseas jobs: the ten best countries (1972)
- Adventure Guide to Colorado (1973, met Steve Cohen)
- Freelance Photography: Advice from the Pros (1974)
- America's Tennis Book (1975)
- Colorado, Off the Beaten Path
- The Hiking-Climbing Handbook
- How to Make Money from Travel Writing
- The Complete Book of Mountain Sports (1978)
- The Stop Smoking Book for Teens (1980)
- Graphology Handbook (1980) nl: 'Grafologie in de praktijk
- Making A Living In The Fine Arts: Advice From The Pros (1981)
- The Saga of the Mountain Soldiers: The Story of the 10th Mountain Division (1981)
- The Diary: A Complete Guide to Journal Writing (1982)
- Quit Smoking (1983)
- The Skier’s Companion (1984)
- How to Get a Job Overseas
- Handwriting Never Lies…
- Tennis Resorts
- The Mountain World
- The Mountaineering Handbook: An Invitation To Climbing
- Foreign Jobs: The Most Popular Countries
- Freelance Writing: Advice from the Pros (1985)
- Skier's Guide to Colorado (1993)

- Gemeinsame Normdatei: 1123735700
- International Standard Name Identifier: 0000 0000 8417 4016
- Library of Congress Control Number: n78005318
- Nationale Bibliotheek van Israël: 987007356304905171
- Nederlandse Thesaurus van Auteursnamen: 074101803
- Virtual International Authority File: 3725927
- WorldCat: E39PCjKBFrdw33tPcxkqtdxJjC